# آب‌باریکه

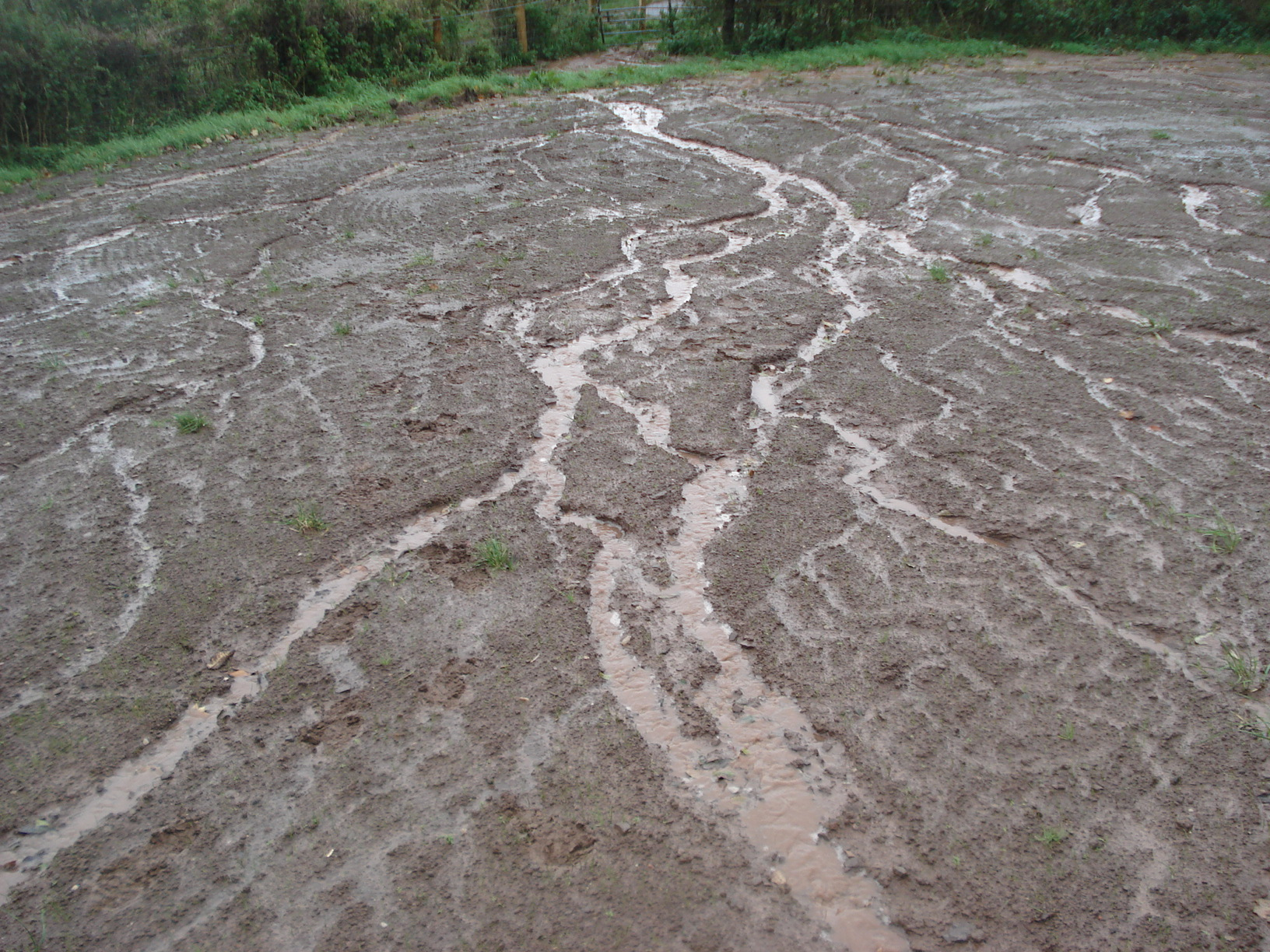
نمای سراشیبی بخشی از شبکه رودخانه در حال فرسایش از شهرستان تایرون، ایرلند شمالی.

در ژئومورفولوژی شیب تپه، آب‌باریکه، باریکاب یا جویچه (به انگلیسی: Rill) یک کانال کم‌عمق (حداکثر چند اینچ / دسی‌متر عمق) است که توسط اثر فرسایشی آب‌های سطحی جاری در خاک بریده شده‌است. کانال‌های برش‌خورده مشابه اما کوچک‌تر به عنوان میکروریل شناخته می‌شوند. کانال‌های برش‌خورده بزرگتر به نام آبکند شناخته می‌شوند.
آب‌باریکه‌های دست‌ساخت کانال‌هایی هستند که برای انتقال آب از یک منبع آب دور ساخته می‌شوند. در طراحی منظر یا باغ، غارهای ساخته‌شده یک ویژگی آب‌نما برای زیبایی‌شناسی هستند.